# Чехословацький корпус

Чехослова́цький ко́рпус — національне добровольче військове з'єднання, сформоване в Російській республіці у складі російської армії восени 1917 року з полонених чехів і словаків — колишніх військовослужбовців австро-угорської армії, які висловили бажання брати участь у війні проти Німецької та Австро-Угорської імперій.
З грудня 1917 року на підставі декрету французького уряду про організацію у Французькій республіці автономної Чехословацької армії Чехословацький корпус у Росії був формально підпорядкований французькому командуванню.
Навесні — влітку 1918 року корпус опинився втягнутим у військові дії проти Радянської влади. Повстання Чехословацького корпусу в Поволжі, на Уралі, в Сибіру і на Далекому Сході створило сприятливу ситуацію для ліквідації радянських органів влади, утворення антирадянських урядів (Комітет членів Установчих зборів, Тимчасовий Сибірський уряд, пізніше — Тимчасовий Всеросійський уряд) і початку широкомасштабних збройних дій білих військ проти Радянської влади.

## Історія формування
Початок Першої світової війни привів до активізації чеського і словацького національного руху, прихильники якого прагнули до самостійності слов'янських територій, що входили до складу Австро-Угорщини. Наслідком цих устремлінь серед численних чеських іммігрантів, які проживали в Росії, стали демонстрації на знак лояльності до Росії та Сербії, організовані в перші ж дні війни в ряді міст Росії.
25 липня 1914 року, в день офіційного оголошення війни, Чеський національний комітет (ЧНК), який об'єднував чехів-колоністів в Російській імперії, прийняв звернення до імператора Миколи II, в якому зазначалося, що «на російських чехів падає обов'язок віддати свої сили на визволення нашої батьківщини і бути пліч-о-пліч з російськими братами-богатирями …».
Рішення про створення чеських добровольчих військових підрозділів для участі у війні на боці Російської імперії було прийнято на антиавстрійській маніфестації в Києві, а проект був поданий в уряд створеним в ході маніфестації Київським чеським комітетом. 30 липня Рада міністрів, підтримавши цю ініціативу, ухвалила рішення про формування Чеської дружини. 28 вересня в Києві відбулося урочисте освячення її прапора, і вже в жовтні 1914 року вона виступила на фронт, де у складі 3-ї армії генерала Радко-Дмитрієва брала участь в Галицькій битві.
В складі російської імператорської армії чехословацькі національні формування діяли виключно під командуванням російських офіцерів. З березня 1915 року Верховний головнокомандувач російської армії великий князь Микола Миколайович дозволив приймати до лав дружини чехів і словаків з числа полонених і перебіжчиків — колишніх військовослужбовців австрійської армії. В результаті до кінця 1915 р. вона була розгорнута в Перший чехословацький стрілецький полк імені Яна Гуса штатною чисельністю бл. 2100 чол. До кінця 1916 р. полк розгорнувся в бригаду (Československá střelecká brigáda) у складі трьох полків, чисельністю бл. 3,5 тис. чоловік під командуванням полковника В. П. Троянова.
В лютому 1916 р. в Парижі утворилася Чехословацька національна рада (чеськ. Československá národní rada). Її керівники (Томаш Масарик, Йозеф Дюріх, Мілан Штефаник, Едвард Бенеш) просували ідею створення незалежної чехословацької держави і робили найактивніші зусилля з метою отримати згоду країн Антанти на формування самостійної добровольчої чехословацької армії. Чехословацька національна рада офіційно підпорядкувала собі всі чеські військові частини, що діяли проти держав Троїстого союзу на Східному та Західному фронтах. У Росії почав роботу «Союз чехословацьких товариств».

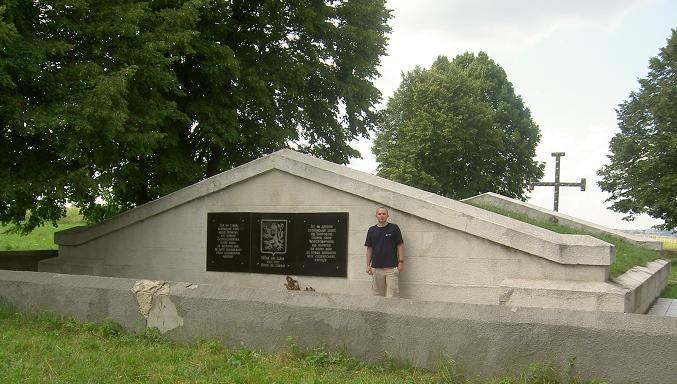
Меморіал полеглим під Зборовом чехословацьким легіонерам, село Калинівка, Україна

Лютнева революція не змінила ставлення російського уряду до чехословацьких легіонерів. Чехословацька національна рада створила своє відділення в Росії, яке було визнане Тимчасовим урядом як єдиний представник чехів і словаків у Росії.
У липневому наступі російської армії в Галичині, де Чехословацька бригада вперше брала участь як самостійна оперативна одиниця, вона прорвала фронт в районі Зборова, взяла понад 3 тисячі полонених, втративши до 200 чол. убитими і до 1000 пораненими. За цей успіх командир бригади був проведений в генерал-майори.
Тимчасовий уряд і командування 1-ї Гуситської стрілецької дивізії, в яку розгорнулася чехословацька бригада, підкреслювали свою лояльність один до одного. Успішні дії чехословаків сприяли тому, що чеські політичні діячі домоглися у Тимчасового уряду дозволу на формування більш великих національних формувань. Новий Верховний головнокомандувач генерал Лавр Корнілов 4 липня 1917 дозволив розпочати формування 2-ї дивізії, яке йшло швидкими темпами. Були організовані 5-й полк Томаша Масарика, 6-й Ганацький, 7-й Татранський, 8-й Сілезький полки, дві інженерні роти, дві артилерійські бригади.
26 вересня 1917 начальник штабу Ставки Верховного головнокомандувача генерал Духонін підписав наказ про формування окремого Чехословацького корпусу з двох дивізій і запасної бригади (на той момент були сформовані лише дві дивізії загальною чисельністю 39 тис. солдат і офіцерів). До складу 1-ї Чехословацької дивізії, зокрема, увійшов корніловський ударний полк, перейменований в Слов'янський (у його особистому складі були представлені чехи, словаки і югослави).
У всіх частинах корпусу вводився французький військовий дисциплінарний статут і встановлювалася «російська командна мова». На прохання Чехословацької національної ради (ЧСНР) і особисто керівника російського відділення Томаша Масарика  на чолі корпусу були поставлені російські генерали: командир генерал-майор В. М. Шокоров, начальник штабу генерал-майор М. К. Дітеріхс. Уповноваженими ЧСНР стали: при корпусі — П. І. Макса, при Ставці Верховного головнокомандувача — Ю. І. Клацанда.

## Чехословацький корпус і Громадянська війна в Російській імперії

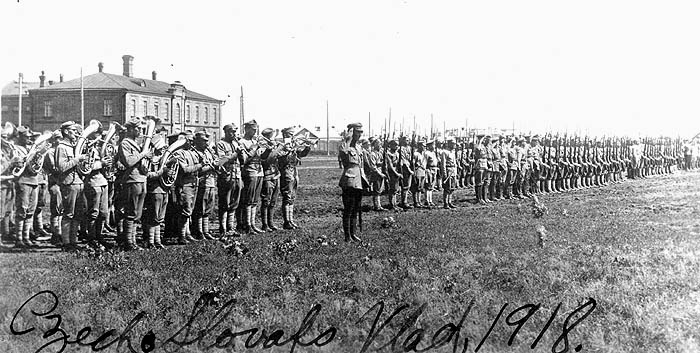
Чехословацький корпус, 1918 рік

Восени 1917 року Чехословацький корпус перебував на формуванні в тилу Південно-Західного фронту на території Волинської та Полтавської губерній. Жовтневий переворот 1917 року і розпочаті радянським урядом переговори про мир з державами Троїстого союзу поставили чехословаків в складне становище. З отриманням звістки про перемогу збройного повстання більшовиків в Петрограді керівництво Чехословацького національної ради заявило про беззастережну підтримку Тимчасового уряду і уклало угоду з командуванням Київського військового округу та Південно-Західного фронту про порядок використання чехословацьких частин, яка, з одного боку, підтверджувала невтручання останніх у збройну боротьбу всередині Росії на стороні будь-якої політичної партії, а з іншого — проголошувала їх прагнення «сприяти всіма засобами збереження всього, що сприяє продовженню ведення війни проти нашого ворога — австро-германців». 27 жовтня ця угода була доведена до відома командування 1-ї і 2-ї чехословацьких дивізій, а помічник комісара Тимчасового уряду при штабі Південно-Західного фронту Н. С. Григор'єв розпорядився відправити зазначені з'єднання в Київ. 28 жовтня вони спільно з юнкерами київських військових училищ брали участь у вуличних боях проти робітників і солдатів — прихильників Київського Ради. Бої тривали до укладення між ворогуючими сторонами перемир'я 31 жовтня 1917 року.
Тим часом Чехословацька національна рада, що прагнула перетворити створений Росією чехословацький корпус в «іноземне союзницьку військо, що знаходиться на території Росії», клопотала перед французьким урядом і президентом Раймон Пуанкаре про визнання всіх чехословацьких військових формувань частиною французької армії. Представник ЧСНР, майбутній перший президент незалежної Чехословаччини професор Томаш Масарик провів в Росії цілий рік, з травня 1917 по квітень 1918 року. За словами відомого діяча Білого руху генерал-лейтенанта К. В. Сахарова, Масарик спочатку зв'язався з усіма «вождями» Лютневої революції, після чого «поступив цілком у розпорядження французької військової місії в Росії». Сам Масарик у 1920-ті роки називав чехословацький корпус «автономною армією, але в той же час і складовою частиною французької армії», оскільки «ми залежали в грошовому відношенні від Франції і від Антанти». Для керівників чеського національного руху продовження участі у війні з Німеччиною було головним засобом відновлення незалежності від Австро-Угорщини. У тому ж 1917 року спільним рішенням французького уряду і ЧСНР був сформований Чехословацький легіон у Франції. Чехословацька національна рада визнавалася єдиним верховним органом всіх чехословацьких військових формувань — це ставило чехословацьких легіонерів в Росії в залежність від рішень Антанти. На підставі декрету французького уряду від 19 грудня 1917 року про організацію автономної Чехословацької армії у Франції чехословацький корпус в Росії був формально підпорядкований французькому командуванню і отримав вказівку про необхідність відправки у Францію.
Проте, потрапити до Франції чехословаки могли лише через територію Росії, де на той момент повсюдно була встановлена Радянська влада. Щоб не зіпсувати відносини з радянським урядом Росії, Чехословацька національна рада категорично утримувалася від будь-яких дій проти нього, а тому відмовила у допомозі Центральній раді проти наступаючих на неї з півдня радянських загонів.
1 лютого 1918 року Масарик уклав угоду про нейтралітет з М. А. Муравйовим, який командував п'ятитисячним радянським загоном, що наступав на Київ. 26 січня (8 лютого) загін Муравйова захопив Київ і встановив там радянську владу. 16 лютого Муравйов повідомив Масарику, що уряд Радянської Росії не має заперечень проти від'їзду чехословаків до Франції.
За згодою Масарика в чехословацьких частинах була дозволена більшовицька агітація. Невелика частина чехословаків (трохи більше 200 осіб) під впливом революційних ідей вийшла зі складу корпусу і пізніше влилася до складу інтернаціональних бригад РСЧА. Сам Масарик, за його словами, відмовився прийняти пропозиції про співпрацю, які надходили до нього від генералів М. В. Алексєєва та Л. Г. Корнілова (генерал Алексєєв на початку лютого 1918 року звертався до начальника французької місії в Києві з проханням дати згоду направити в район Катеринослав — Олександрівськ — Синельникове якщо не весь чехословацький корпус, то хоча б одну дивізію з артилерією, щоб створити умови, необхідні для захисту Дону і формування Добровольчої армії. З таким же проханням безпосередньо до Масарика звертався Павло Мілюков). У той же час Масарик, за висловом К. Н. Сахарова, «міцно зв'язався з лівим російським табором; крім Муравйова, їм були укріплені його відносини з рядом революційних діячів напівбільшевіцького типу». Російські офіцери були поступово вилучені з командних постів, Чеська національна рада в Росії поповнилася «лівими, ультрасоціалістичними людьми з військовополонених».
Всі зусилля чехів були спрямовані на те, щоб організувати евакуацію корпусу з Росії у Францію. Найкоротшим маршрутом був морський — через Архангельськ і Мурманськ, — однак від нього відмовилися через страх перед німецькими підводними човнами. Було вирішено направити легіонерів по Транссибірської залізниці до Владивостока і далі через Тихий океан до Європи. Масарик уклав угоди з Центральною радою і з радянськими владою про нейтралітет Чехословацького корпусу і 22 лютого покинув Київ.
Після підписання Радянською Росією Берестейського миру в березні 1918 року і початку введення німецько-австрійських військ на територію Україну чехословацькі легіонери ще тиждень, c 7 по 14 березня, продовжували діяти спільно з Українською радянською армією, наполегливо стримуючи натиск німецьких полків.
26 березня 1918 року в Пензі представники РНК РРФСР (Сталін), Чехословацької національної ради в Росії і чехословацького корпусу підписали угоду, за якою гарантувалася безперешкодна відправка чеських підрозділів від Пензи до Владивостока: "… Чехословаки просуваються не як бойові одиниці, а як група вільних громадян, що беруть з собою певну кількість зброї для свого самозахисту від замахів з боку контрреволюціонерів … Рада народних комісарів готова надати їм всяке сприяння на території Росії за умови їх чесної і щирої лояльності … "27 березня в наказі по корпусу № 35 визначався порядок використання «відомої кількості зброї»: «У кожному ешелоні залишити для власної охорони збройну роту чисельністю в 168 осіб, включаючи унтер-офіцерів, і один кулемет, на кожну гвинтівку мати 300, на кулемет 1200 зарядів. Всі інші гвинтівки та кулемети, всі гармати повинні бути здані російському уряду в руки особливої комісії в Пензі, що складається з трьох представників чехословацького війська і трьох представників радянської влади…». Артилерійське озброєння в основному було передано червоногвардійцям ще при переході з України до Росії.
Наприкінці травня 1918 р. найбільш великі угруповання чехословаків перебували в районах Пенза — Сизрань — Самара (8 тис.; пор. С. Чечек), Челябінськ — Міас (8,8 тис.; полк. С. Н. Войцеховський), Новомиколаївськ — ст. Тайга (4,5 тис.; кап. Р. Гайда), у Владивостоці (близько 14 тис.; ген. М. К. Дітерихс), а також Петропавловськ — Курган — Омськ (кап. Сировий).
23 травня 1918 року з'їзд ЧВК в Челябінську постановив не здавати зброї і пробиватися до Владивостока. 25 травня в Маріїнську сталося перше збройне зіткнення радянських військ з ЧСК. 29 травня 1918 року Л. Д. Троцький віддав наказ «про негайне і безумовне роззброєння всіх чехо-словаків і про розстріл тих з них, які зі зброєю в руках будуть противитися заходам Радянської влади»; ця телеграма була перехоплена командуванням ЧСК. Відбивши перші напади на свої ешелони (Мар'янівка, Іркутськ, Златоуст) і перейшовши в наступ, ЧВК опанував Сибірською та Алтайською залізницями.
Швидкість, з якою звалилася на величезних територіях радянська влада, утворення нових урядів (Сибір, Самара, Владивосток, Катеринбург), що орієнтувалися на колишніх союзників і бажали створити разом з ними новий фронт проти німців і більшовиків, порушили надії, і, за згодою Антанти, основна частина ЧВК повернулася до Волги та Уралу до відкриття військових дій проти Німеччини та Австро-Угорщини та їхніх союзників більшовиків. Відсутність очікуваної підтримки з боку союзників і росіян, внутрішня криза в ЧВК і, найголовніше — закінчення Першої світової війни перемогою союзників, спонукали ЧВК наприкінці 1918 року залишити антибільшовицький фронт.
1 лютого 1919 року ЧВК був перейменований в Чехослословацьку армію в Росії (ЧСА).
27 грудня 1919 року командування армії, за рішенням представників Антанти, взяло на станції Нижньоудинськ під свій контроль потяг з частиною золотого запасу Росії. 15 січня 1920 року чеське командування видало Есерівсько-меньшовицькому «Політцентру» адмірала Колчака і частину «золотого» ешелону.